# Grotte de Gouërris
La grotte de Gouërris est un site préhistorique qui fait partie des grottes de Lespugue, situées dans les gorges de la Save, sur la commune de Lespugue, en Haute-Garonne, en Pays Comminges Pyrénées, région Occitanie, en France. Elle a été occupée pendant le Magdalénien, l'Azilien, le Laborien et le Néolithique récent.

## Situation
Les grottes de Lespugue se trouvent dans le sud-ouest de la Haute-Garonne, dans les gorges de la Save, que suit la route D9g, sur la rive droite de la Save, à Lespugue. La commune de Montmaurin occupe la rive gauche. Les grottes de Montmaurin se trouvent dans les gorges de la Seygouade, à quelque 2 km à l'ouest de Lespugue.
La grotte de Gouërris est la seule grotte de cet ensemble qui n'est pas à proprement parler dans la gorge : elle se trouve en effet à une centaine de mètres en aval de la fin de ce défilé, au sud du moulin de Gouërris et de la D9 (et non la D9g), à l'extrémité de la vallée creusée pat le ruisseau du Cange.

## Description
Son ouverture fait face au nord. Profonde de 17 m, elle est prolongée par un couloir étroit comblé. René de Saint-Périer pense qu'elle était beaucoup plus grande aux temps préhistoriques,,.

## Fouilles
Les Saint-Périer la fouillent de 1924 à 1926.

## Occupation humaine, stratigraphie

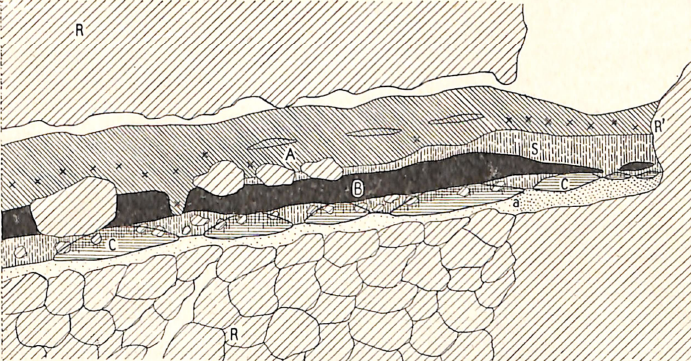
Schéma de la stratigraphie

Selon René de Saint-Périer, la grotte est occupée au Magdalénien (niveau C), à l'Azilien (couche B) et au Néolithique récent (niveau A). Cependant la couche B inclut du matériel rappelant le Laborien.
Saint-Périer précise que, selon lui, le Magdalénien (niveau C) se rattache à « une phase ancienne où le harpon est encore inconnu » et se rapproche du Magdalénien ancien de la grotte des Scilles ; or, d'après Jean Clottes, les deux premiers stades du Magdalénien ancien ne sont pas encore connus dans les Pyrénées et la grotte des Scilles date très probablement du Magdalénien III, ou peut-être IV,.
Gouërris et Manirac (Lectoure, Gers) présentent les occupations laboriennes les plus distinctes.

## Industrie lithique

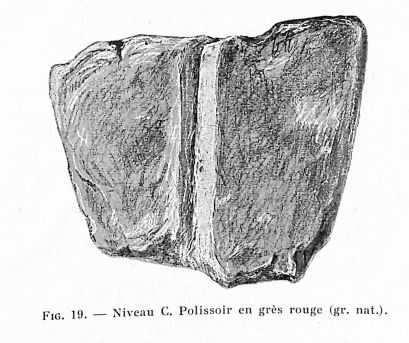
Polissoir, couche C

La couche C (Magdalénien) a livré un polissoir, en plus d'une industrie de type « Dordogne ».
L'ensemble mobilier de la couche C, comprenant des sagaies à double pointe, des sagaies longues et fines à biseau simple et des baguettes demi-rondes, rappelle à la fois le Magdalénien III et IV. La présence de lamelles à cran très nombreuses, un contour découpé et des sagaies à double biseau font pencher vers une attribution au Magdalénien IV.

Outils lithiques de la couche C
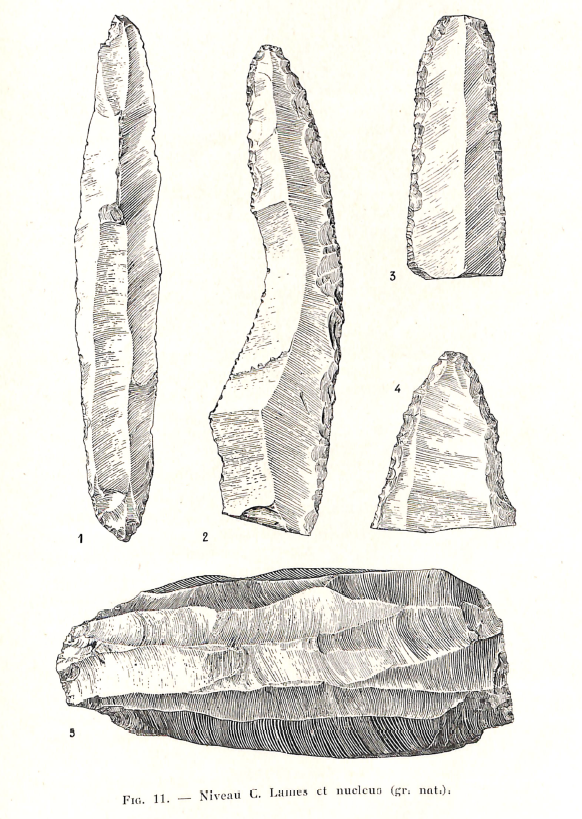
Lames et nucléus
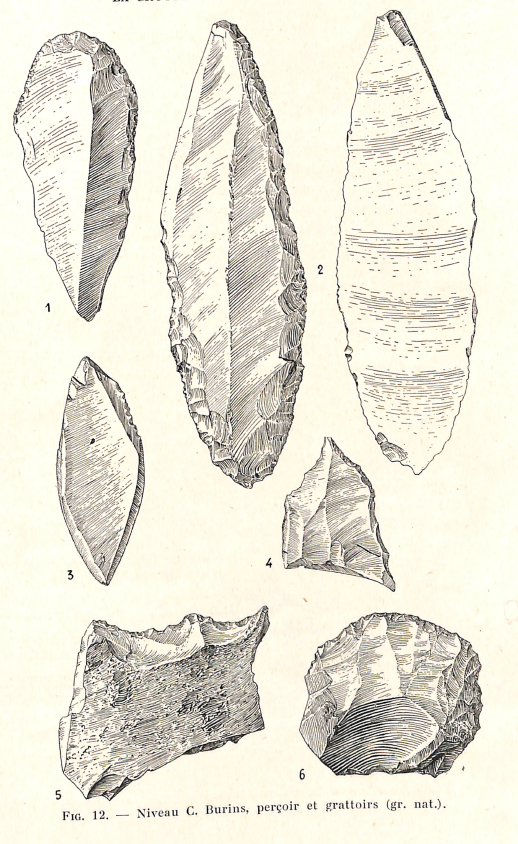
Burins, perçoirs et grattoirs
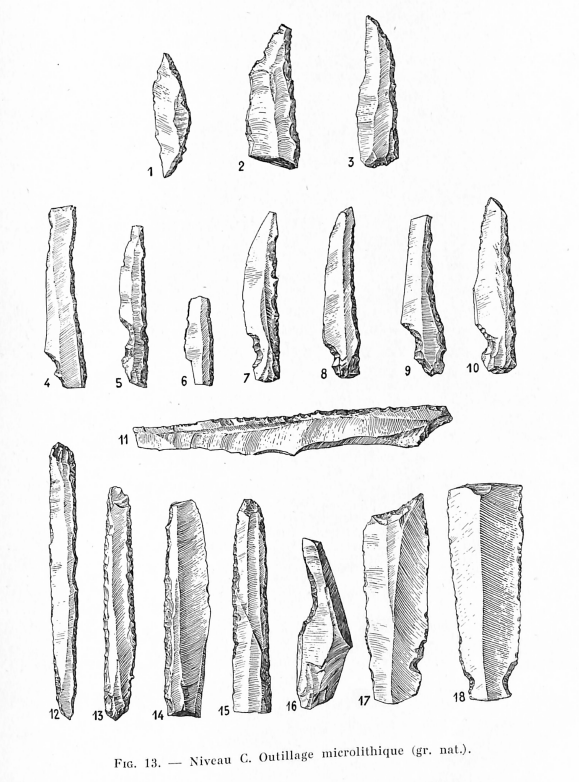
Outils microlithiques

La couche B contient des pointes de Malaurie et des rectangles, outillage typique du Laborien. Les harpons associés à l'industrie lithique semblent différents des harpons aziliens classiques,.

Mobilier de la couche B
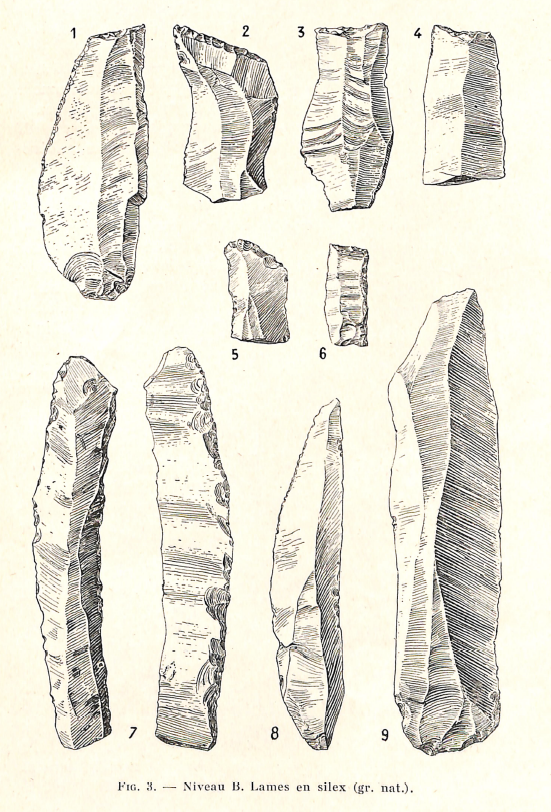
Lames en silex
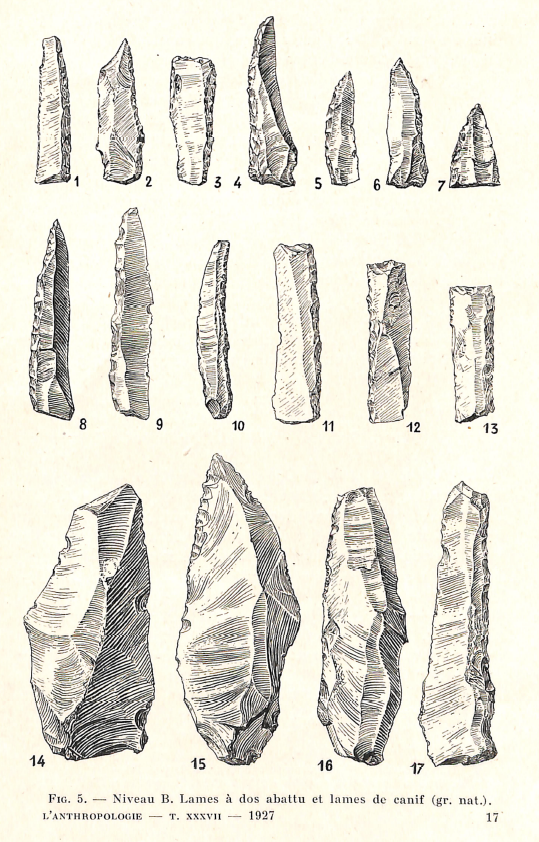
Lames à dos rabattu et lames canif
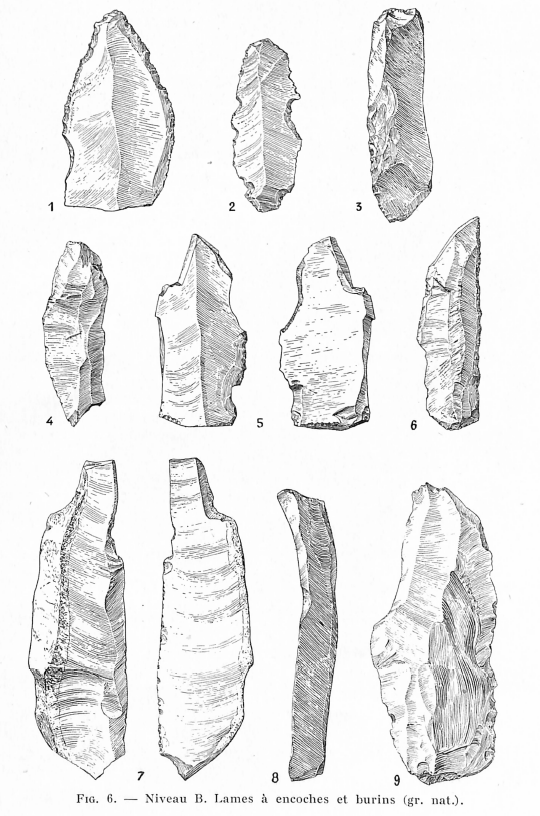
Lames à encoches et burins
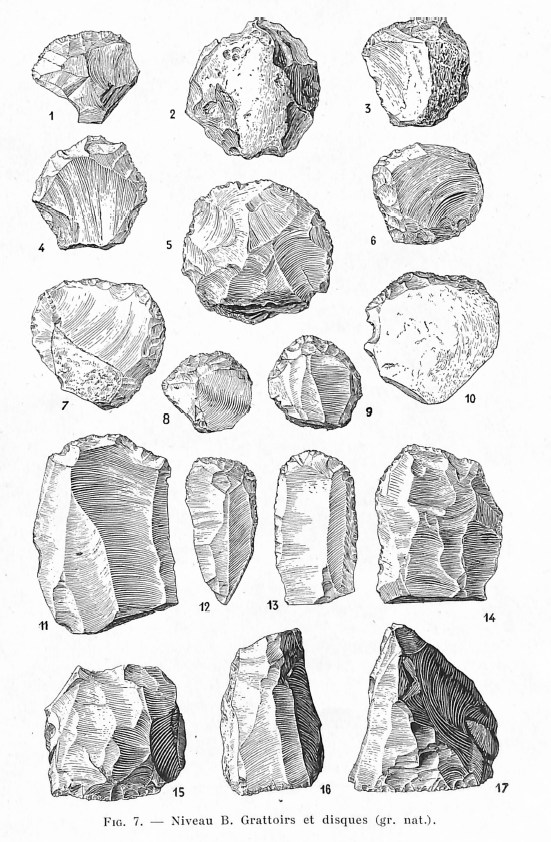
Grattoirs et disques

## Mobilier archéologique

### Lampe à huile

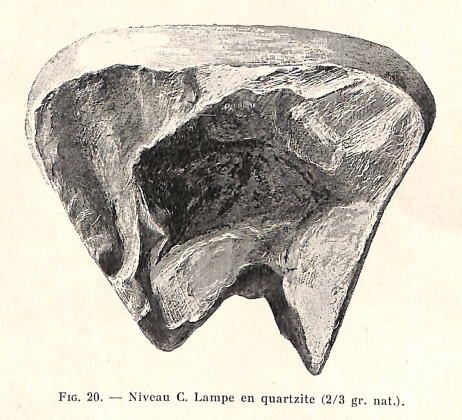
Lampe en quartzite

La lampe à huile de Gouërris est découverte par René de Saint-Périer dans le niveau magdalénien (niveau C), près d'un foyer, à l'extrême fond de la grotte. Elle est faite d'un galet de quartzite (« semblable à ceux de la Save ») de forme trapézoïdale, grossièrement évidé, de dimensions 150 × 120 mm. Lors de sa découverte, la cavité du galet contenait « environ 10 cm3 d'une matière noire pulvérulente, qui a laissé une empreinte bien nette sur le fond ».
Une analyse (dont la méthode n'est pas mentionnée) du contenu de la lampe est effectuée vers 1926 par M. Boulanger, directeur du laboratoire de chimie appliquée de la faculté des sciences de Paris,. Elle révèle la présence de matière organique (la « matière noire pulvérulente ».
Sophie Archambault de Beaune, qui publie en 1987 une étude exhaustive des lampes paléolithiques, mentionne qu'à cette date la lampe de Gouërris n'a pas été retrouvée ; et qu'elle n'a pas pu étudier la collection Saint-Périer récemment déposée au musée d'Archéologie nationale, cette collection n'étant pas encore disponible.

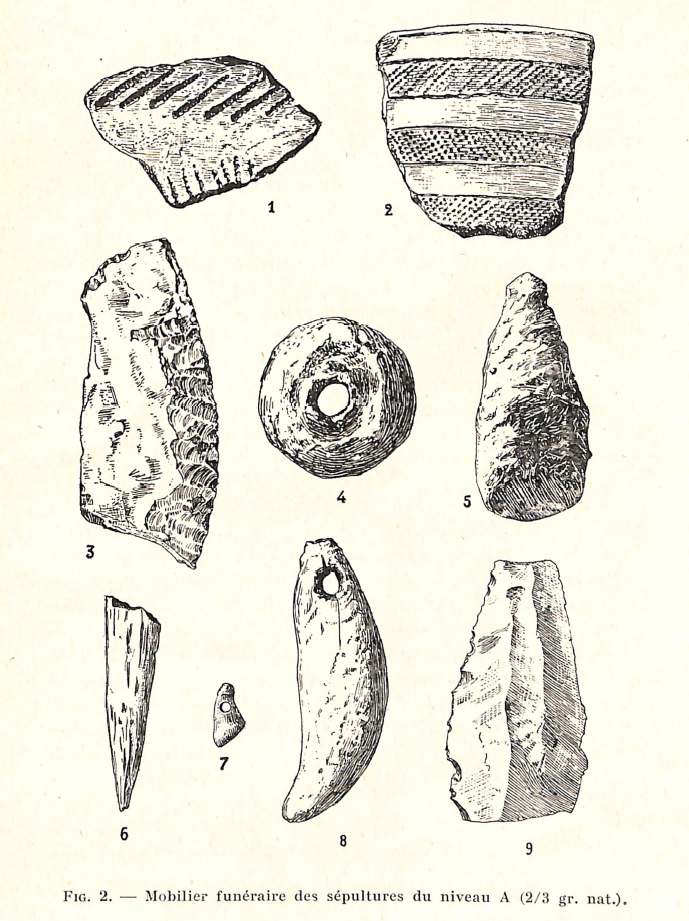
Niveau A : mobilier de sépultures

### Autres éléments
Couche A
Elle a livré des sépultures contenant du mobilier funéraire.
Couche B

Mobilier de la couche B
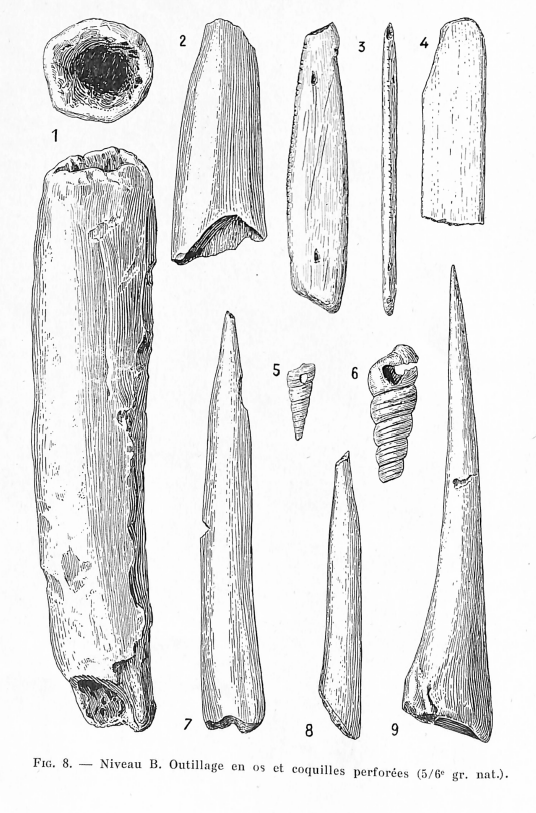
Niveau B, outils en os et coquillages perforés
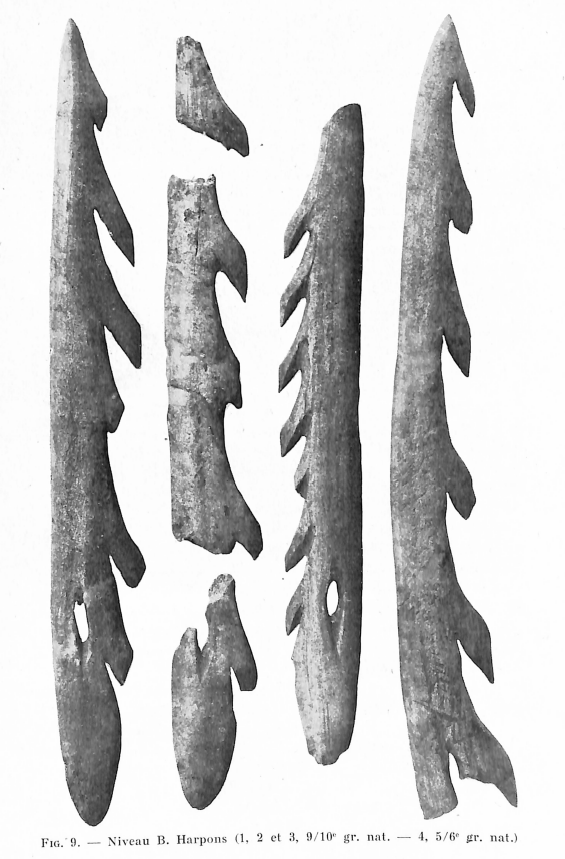
Harpons
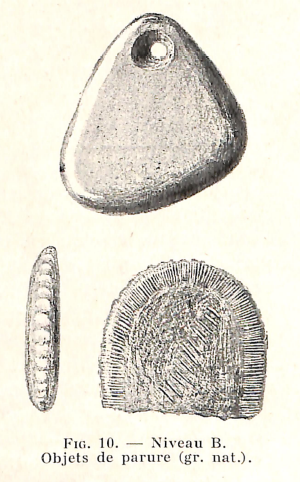
Parures

Couche C

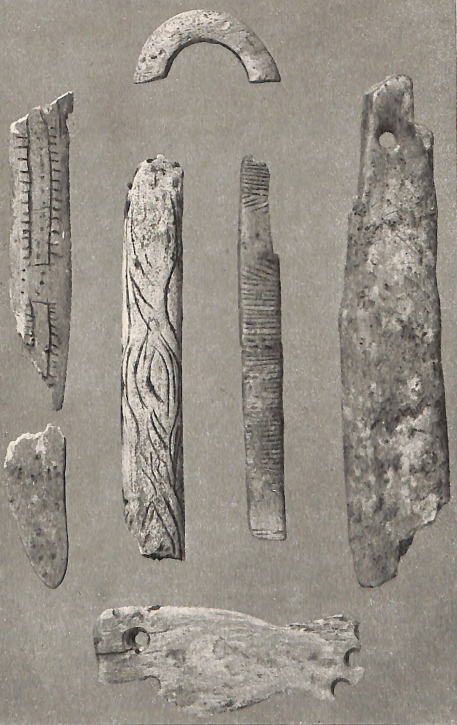
Divers objets du niveau C

- L'image ci-contre montre une moitié d'anneau en bois de renne (no 1) très régulièrement taillé et poli, un objet rate parmi le mobilier magdalénien ; il est comparable à "la poignée" trouvée à la grotte du Placard, bien que cette dernière soit munie de crans latéraux absents ici. Les peignes inuits en bois de cervidé se terminent par un anneau similaire[21].
- Le no 2 est une lame d'os incomplète trouvée dans un foyer très stalagmité sous le surplomb de la grotte ; soigneusement polie sur les deux faces, elle porte à l'une de ses extrémités une perforation dont on ne voit plus que la trace. La face convexe est ornée de deux figures très schématiques, sorte de scalariforme. Il était peut-être porté en pendeloque[22].
- Le no 3 est un fragment de baguette demi-ronde gravée de lignes onduleuses qui entourent une ellipse centrale, peut-être la schématisation d'un œil vu de face[22].
- Le no 4 est un fragment de côte dont une face seulement est conservée, couverte de traits parallèles équidistants ; probablement un manche d'outil, avec les stries assurant une meilleure préhension[22].
- Le no 5 est une plaque osseuse plus épaisse et plus large que la no 2, avec une petite perforation[22].
- Le no 6 est une plaquette en os bien polie, légèrement étranglée, avec deux perforations à chacune de ses extrémités ; comparable aux agrafes de ceinture des Inuits[22].

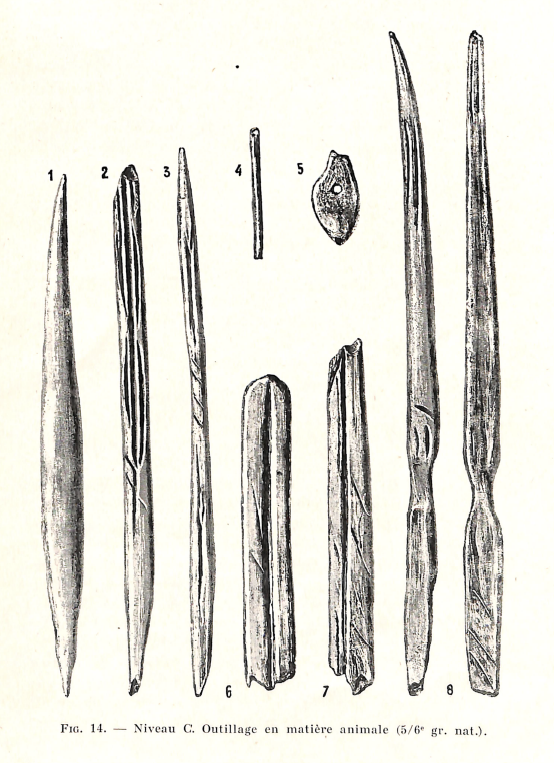
Outils en matières animales

Dans l'image ci-contre, la pièce no 1 est la seule pointe de sagaie en os, comme la plupart des sagaies aurignaciennes et solutréennes ; toutes les autres sagaies de ce niveau sont en bois de renne. De plus elle est ventrue au centre et pointue aux extrémités, et l'une des extrémités est légèrement incurvée - une courbure que l'on retrouve en plus accentué dans les sagaies de la Spugo de Ganties (Haute-Garonne).

Mobilier de la couche C
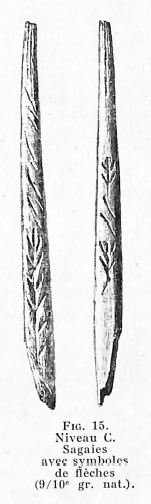
Sagaies avec symboles de flèches
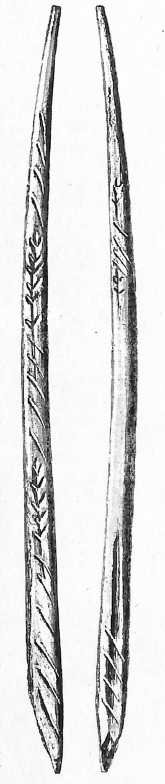
Sagaies avec symboles de flèches
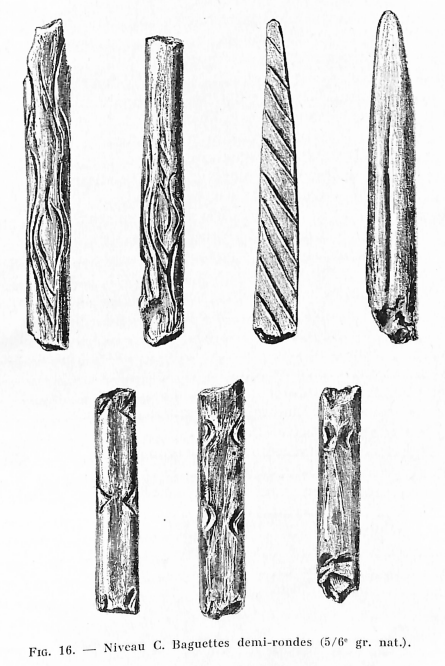
Baguettes demi-rondes

## Vestiges de faune
La couche B (Azilien) a livré une phalange unguéale de cheval trouvée par René de Saint-Périer et portant dans les scissures plantaires, et sur la face inférieure des traces de coups allant en convergeant du bord postérieur au bord antérieur. La couche A (Magdalénien supérieur) de l'abri des Harpons en a livré deux similaires, et 21 des 103 phalanges unguéales de l'abri de la Madeleine (Dordogne) portent les mêmes traces.